# Dirk Van der Maelen
Dirk Leo Van der Maelen (Geraardsbergen, 14 maart 1953) is een voormalig Belgisch politicus voor de SP, sp.a en Vooruit.

## Levensloop
Van der Maelen studeerde in 1976 af als licentiaat in de rechten, optie internationaal recht, en in 1977 als licentiaat in Europees recht aan de Universiteit Gent. Hij werd beroepshalve bestuurssecretaris en nadien ambtenaar. Daarnaast was hij van 1992 tot 1997 advocaat aan de Balie van Dendermonde en sinds 2019 is hij ingeschreven aan de balie van Oudenaarde. Van 2019 tot 2021 was hij advocaat gespecialiseerd in internationaal recht, sociaal recht en vreemdelingenrecht in het advocatenkantoor van zijn zoon en dochter in Geraardsbergen en sinds 2021 is hij als juridisch medewerker verbonden aan het kantoor.
In 1979 begon hij zijn politieke loopbaan als voorzitter van de SP-afdeling van Geraardsbergen, wat hij bleef tot aan zijn installatie als Kamerlid in 1989. Van 1981 tot 1985 was hij tevens juridisch adviseur op het kabinet van Vlaams minister Roger De Wulf en van 1988 tot 1989 werkte hij als adviseur op het kabinet van toenmalig minister van Economische Zaken Willy Claes.
In oktober 1982 werd Van der Maelen verkozen tot gemeenteraadslid van Geraardsbergen, een functie die hij bekleedde tot eind 2012. Van januari tot juli 1995 was hij schepen van de gemeente, bevoegd voor Financiën, Gezinsbeleid en Ontwikkelingssamenwerking. Na de verkiezingen van oktober 2012 zetelde Van der Maelen van 2013 tot 2018 in de OCMW-raad van Geraardsbergen en van 2019 tot 2025 zetelde hij in het Bijzonder comité voor de sociale dienst.
Voor de SP en daarna de sp.a zetelde hij van juli 1989 tot mei 2019 in de Kamer van volksvertegenwoordigers, eerst van 1989 tot 1995 voor het arrondissement Aalst, nadien van 1995 tot 2003 voor het arrondissement Aalst-Oudenaarde en ten slotte van 2003 tot 2019 voor de kieskring Oost-Vlaanderen. In de Kamer ging Van der Maelen zich toeleggen op buitenlands beleid, fiscaliteit, defensiebeleid en ontwikkelingssamenwerking. Van oktober 1994 tot juli 1999 en van oktober 2008 tot juni 2010 was hij ondervoorzitter van de Kamer, alsook was hij er drie keer secretaris (in juli 1999, van januari tot oktober 2008 en van juli tot mei 2014) en bureaulid (van juni tot oktober 2014). Daarnaast was hij er van juli 1999 tot december 2007 fractievoorzitter voor zijn partij en van 2014 tot 2019 voorzitter van de Kamercommissie voor Buitenlandse Betrekkingen. Van der Maelen was van december 2016 tot mei 2018 tevens voorzitter van de parlementaire onderzoekscommissie over de Trio-affaire in opvolging van Francis Delpérée. Bij de ontbinding van het parlement in 2010 werd Van der Maelen uitgeroepen tot beste Kamerlid door de krant De Morgen. Zijn score van 4,5/5 werd door geen enkele collega geëvenaard. In de krant De Standaard op 19 mei 2010 kreeg hij 8/10 en eindigde opnieuw bij de beste laureaten. Hij besloot niet meer op te komen bij de federale verkiezingen van 2019, maar was wel lijstduwer van de sp.a-lijst voor het Europees Parlement.
In de periode oktober 1989 - mei 1995 had hij als gevolg van het toen bestaande dubbelmandaat ook zitting in de Vlaamse Raad, waar hij zich voornamelijk bezighield met mediabeleid in de commissies Buitenlandse Betrekkingen en Economie, Energie en Tewerkstelling zetelde. Daarenboven had Van der Maelen ook zitting in de Parlementaire Vergadering van de Raad van Europa, van 1993 tot 1999 als vast lid en van 2009 tot 2019 als plaatsvervangend lid.
Ook binnen zijn partij vervulde Van der Maelen verschillende functies. Van november 1994 tot mei 2000 was hij internationaal secretaris van de SP, van december 2000 tot juni 2002 voorzitter van de SP/sp.a-federatie van het arrondissement Aalst-Oudenaarde en van juni 2002 tot april 2005 provinciaal voorzitter van de sp.a-afdeling van Oost-Vlaanderen. Onder het voorzitterschap van Caroline Gennez was hij van oktober 2007 tot september 2011 nationaal ondervoorzitter van de partij.

### Na de politiek
In 2021 werd Van der Maelen regeringscommissaris bij de Belgische Investeringsmaatschappij voor Ontwikkelingslanden.

## Ereteken
- 2019: Commandeur in de Orde van Leopold II[10]